# Saskatoon Southeast (circonscription saskatchewanaise)
Pour les articles homonymes, voir Saskatoon (homonymie) et Wildwood.
Circonscription électorale provinciale du Canada
Saskatoon Southeast (auparavant Saskatoon Wildwood (1991-1995)) est une circonscription électorale provinciale de la Saskatchewan au Canada. Elle est représentée à l'Assemblée législative de la Saskatchewan depuis 1991.

## Géographie
La circonscription comprend les quartiers Lakeridge (en), Lakeview (en), Lakewood (en) et Rosewood (en), ainsi que des portions de Wildwood (en) et Briarwood (en) de la ville de Saskatoon.
Initialement la circonscription comprenait également les quartiers de The Willows (en) et Stonebridge (en), ainsi que les communautés rurales de Grasswood (en), Floral, Furdale (en) et la communauté rurale de Corman Park No 344 (en).

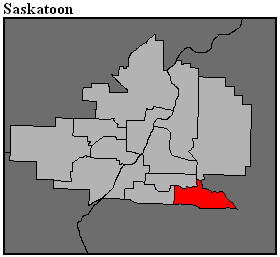
Frontière de la circonscription en 2016.
Frontière de la circonscription en 2022.

## Liste des députés
| Parlement           | Années             | Député             | Député               | Parti              |
| Saskatoon Wildwood  | Saskatoon Wildwood | Saskatoon Wildwood | Saskatoon Wildwood   | Saskatoon Wildwood |
| ------------------- | ------------------ | ------------------ | -------------------- | ------------------ |
| 22e                 | 1991–1995          |                    | Pat Lorje (en)       | Néo-démocrate      |
| Saskatoon Southeast |                    |                    |                      |                    |
| 23e                 | 1995–1999          |                    | Pat Lorje (en)       | Néo-démocrate      |
| 24e                 | 1999–2003          |                    | Pat Lorje (en)       | Néo-démocrate      |
| 25e                 | 2003–2007          |                    | Don Morgan           | Saskatchewanais    |
| 26e                 | 2007–2011          |                    | Don Morgan           | Saskatchewanais    |
| 27e                 | 2011–2016          |                    | Don Morgan           | Saskatchewanais    |
| 28e                 | 2016–2020          |                    | Don Morgan           | Saskatchewanais    |
| 29e                 | 2020–2024          |                    | Don Morgan           | Saskatchewanais    |
| 30e                 | 2024–en cours      |                    | Brittney Senger (en) | Néo-démocrate      |